# Rietfranjekelkje
Het rietfranjekelkje (Lachnum controversum) is een schimmel behorend tot de familie Lachnaceae. Het komt vaak voor in vaak in rietlanden. Het leeft saprotroof op stengels van grote grassen; meestal op riet (Phragmites), maar kan ook op pijpestrootje (Molinia) en hennegras (Calamagrostis).

## Kennmerken
De apothecia (vruchtlichamen) zijn 0,8 tot 1,8 mm in diameter. De steel heeft een lengte van 0,2 tot 1 mm.
De ascosporen meten 6-10 × 1,8-2,2 µm.

## Verspreiding
In Nederland komt het rietfranjekelkje vrij zeldzaam voor. Het staat niet op de rode lijst en is niet bedreigd.